# バーリントン・ノーザン鉄道

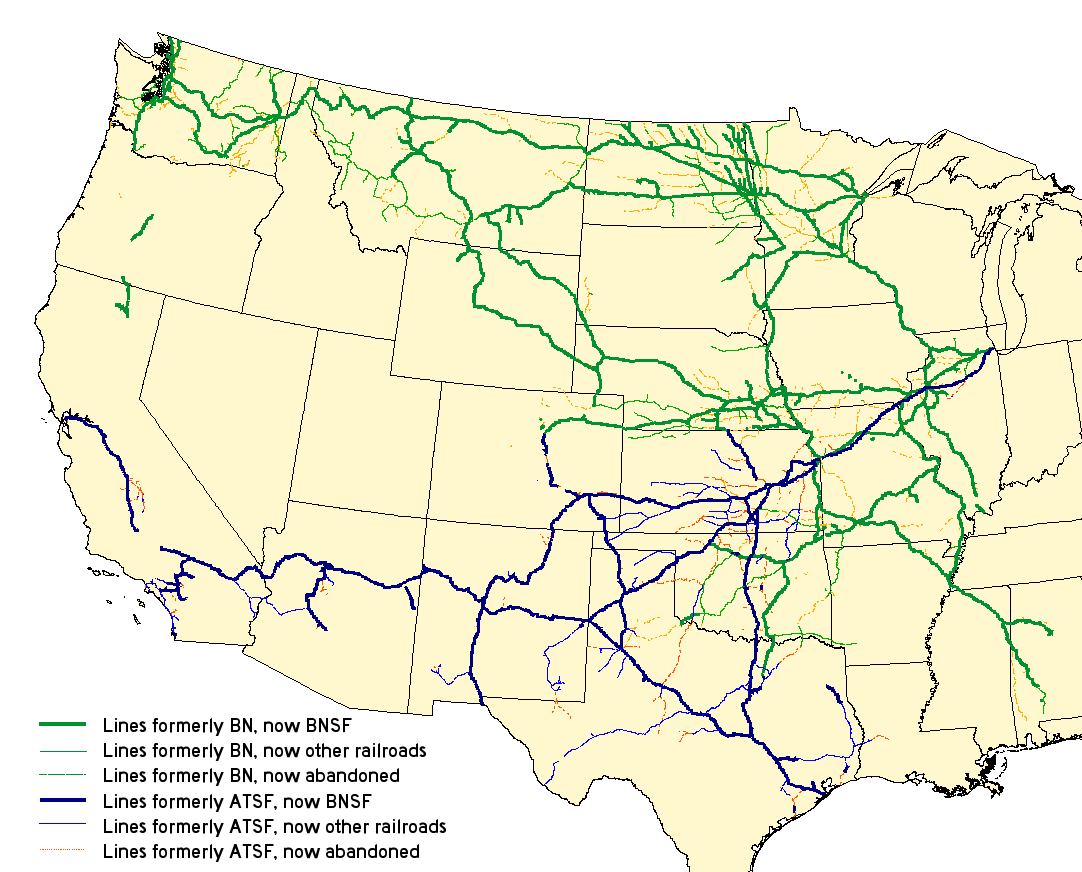
バーリントン・ノーザン鉄道路線図

バーリントン・ノーザン鉄道 (バーリントン・ノーザンてつどう、Burlington Northern Railroad)は、かつて1970年から1996年まで存在した、アメリカ合衆国の一級鉄道である。略称はBN。

## 歴史
BNは、1970年3月2日にグレート・ノーザン鉄道(GN)、ノーザン・パシフィック鉄道(NP)、シカゴ・バーリントン・アンド・クインシー鉄道(CB&Q)、スポケーン・ポートランド・アンド・シアトル鉄道(SP&S)の4つの鉄道会社が合併して誕生した。この合併は、GNやNPの経営に携わったジェームズ・ジェローム・ヒルが企図して以来、四度目にしてようやくまとまったものであった。とはいえ、既にこの4社は長年に渡りミネソタ州セントポールの同じビルに本社を置いていた。
1980年11月21日、セント・ルイス・サンフランシスコ鉄道(SLSF)を吸収。翌年、親会社であるバーリントン・ノーザン・インク本社はワシントン州シアトルに移転した。1988年には、鉄道事業以外をバーリントン・リソースとして分社し、テキサス州フォートワースに移転した。
1996年12月31日、BNはアッチソン・トピカ・アンド・サンタフェ鉄道(ATSF)と合併してバーリントン・ノーザン・アンド・サンタフェ鉄道(BNSF)になり、現在に至っている。

## ルート
BNの路線は、アメリカ西部においては最北端を行くルートであった。イリノイ州シカゴを起点とし、まずは北西に向かってウイスコンシン州ラクロス、ミネソタ州ミネアポリス、同セントポールを経てノースダコタ州グランドフォークスに向かう。そこからほぼ真西へと進路を変え、モンタナ州、アイダホ州を通り、ワシントン州スポーケンに至る。
スポーケンからはルートが3つに分かれる。ひとつは元GNのルートで、西のワナッチーに向かい、カスケード山脈を新カスケードトンネルで抜け、エバレットを駆け下り、ピュージェット湾(Puget Sound)に至るルートである。
もうひとつは元NPのルートで、コロンビア川沿いのリッチランド、パスコ、ケネウィックといったトリシティズまで南西に向かい、そこから北西に進路を変えてヤキマへ、そしてカスケード山脈をスタンピードトンネルで抜け、グリーン・リバー・バレー沿いを下り、オーバーンを目指すルートである。オーバーンでは、オレゴン州ポートランドとカナダのブリティッシュ・コロンビア州とを結ぶ路線と接続している。
最後のひとつは旧SP&のルートで、リッチランド付近までは南西に向かい、そこからはコロンビア川の北岸を通ってバンクーバーに至るルートである。
SLSFの吸収により、BNの路線はアメリカ中南部から南東部へのルートも含まれることになった。

## 車両

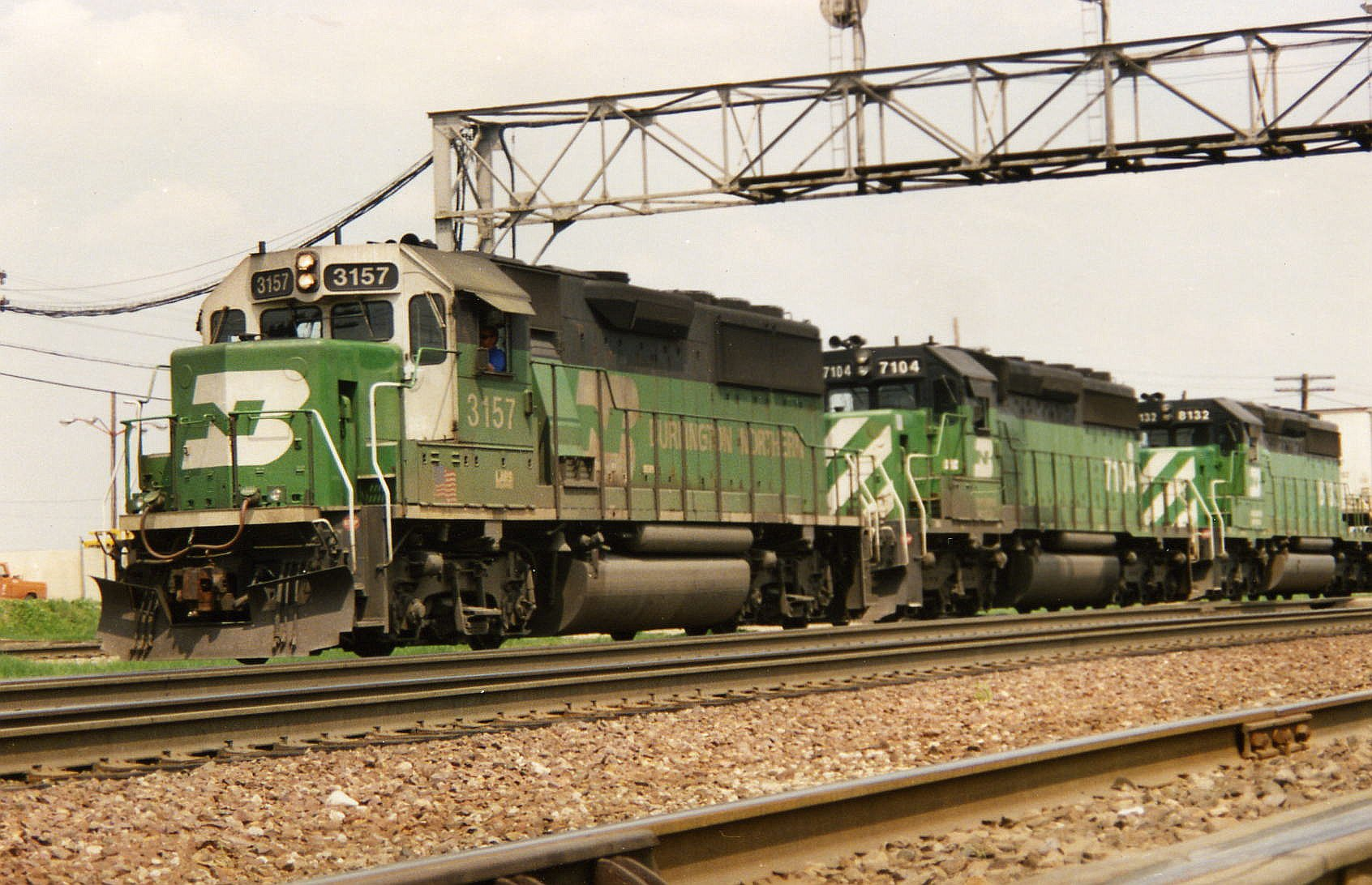
BN3157号（EMD GP50）イリノイ州オーロラのEola操車場にて。

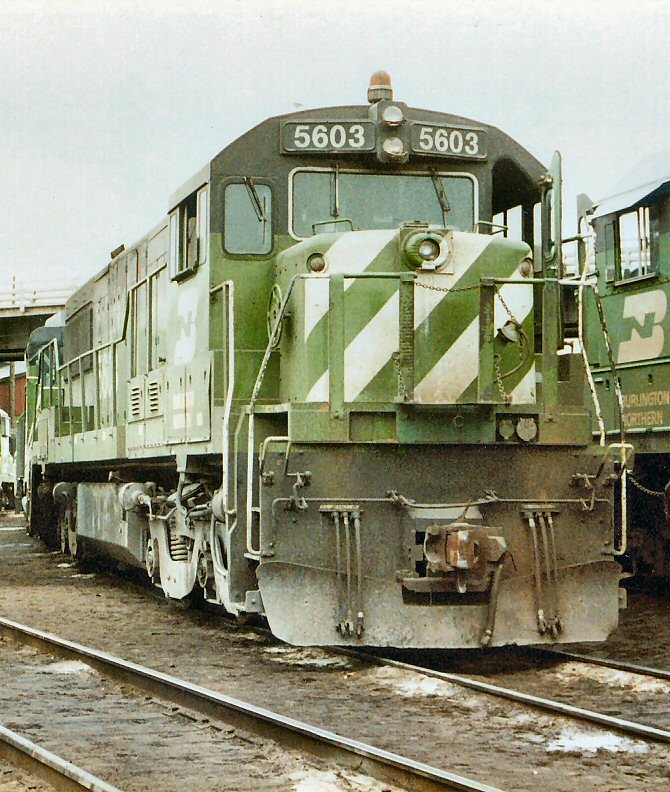
BN5603号（GE U25C）コロラド州デンバー機関区

BNの所有するディーゼル機関車は、車体の屋根側4分の1ほどが黒、残る4分の3ほどをカスケードグリーンと公称する緑色の塗装が施されていた。車体前頭部には、白のロゴが入る。車体前面から見て、視認性向上のため、緑と白になるようになっていた。
1985年、踏切における視認性向上のために、車体前面から見てオレンジと黒のストライプとなる塗装が試験的に行われた。

## 保存車両
BNのロードナンバー1号と2号、すなわちかつてのNPの6700A号と7002号（EMDのF9）が、特別列車用として整備されている。現在、イリノイ鉄道博物館の所有であり、同州ユニオンで保存されている。